# Borda de Gassol (Sarroca de Bellera)
La Borda de Gassol és una antiga borda del terme municipal de Sarroca de Bellera, del Pallars Jussà. Està situada al sud del poble de Sarroca de Bellera, a la part baixa del Bosc de Sarroca, davant mateix de la població. S'hi accedeix per un camí que surt cap al sud de la boca oest del túnel per on la carretera N-260 travessa sota el poble de Sarroca de Bellera.